# 조지 해밀턴 (정치인)

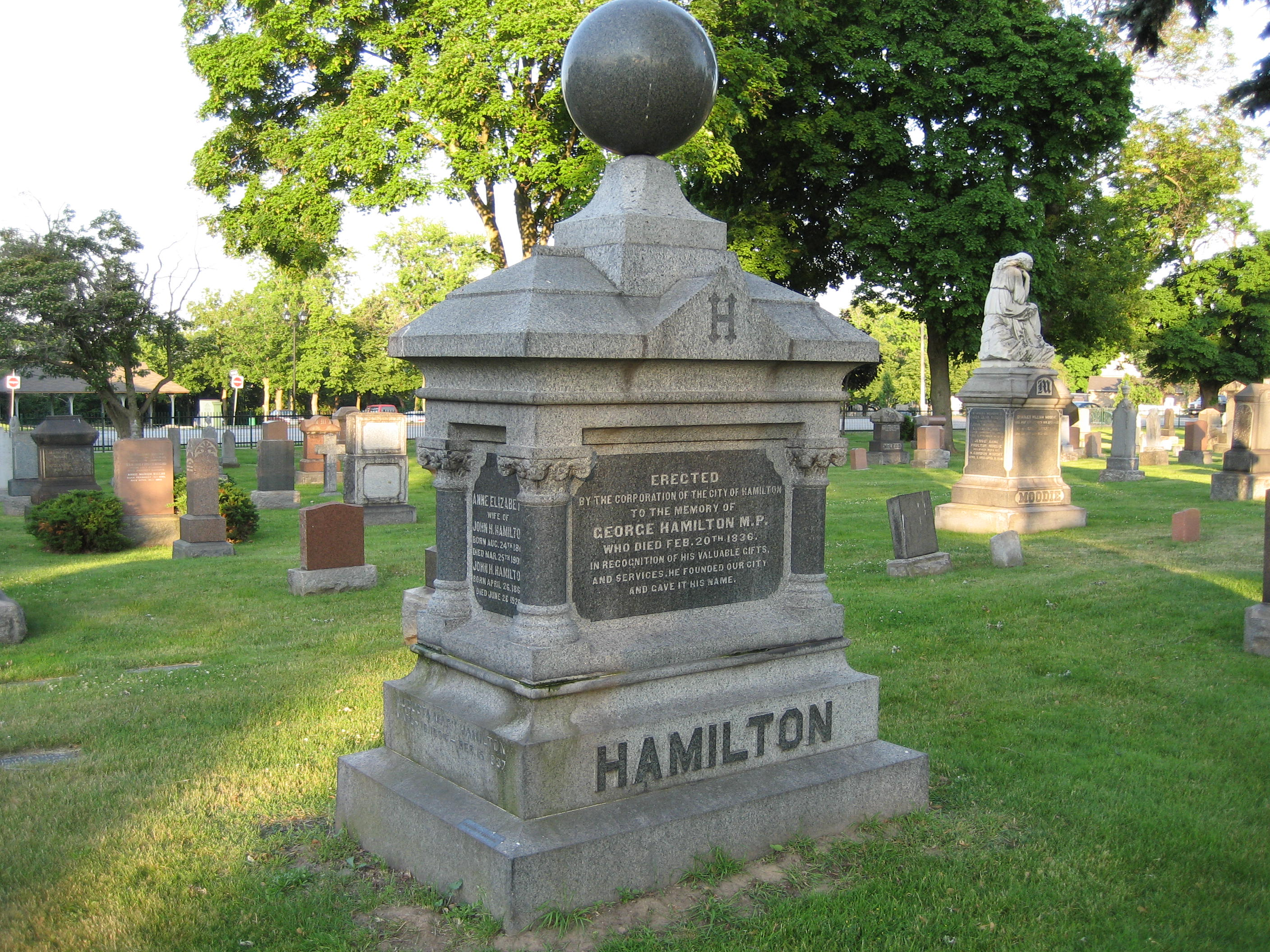
조지 해밀턴의 묘

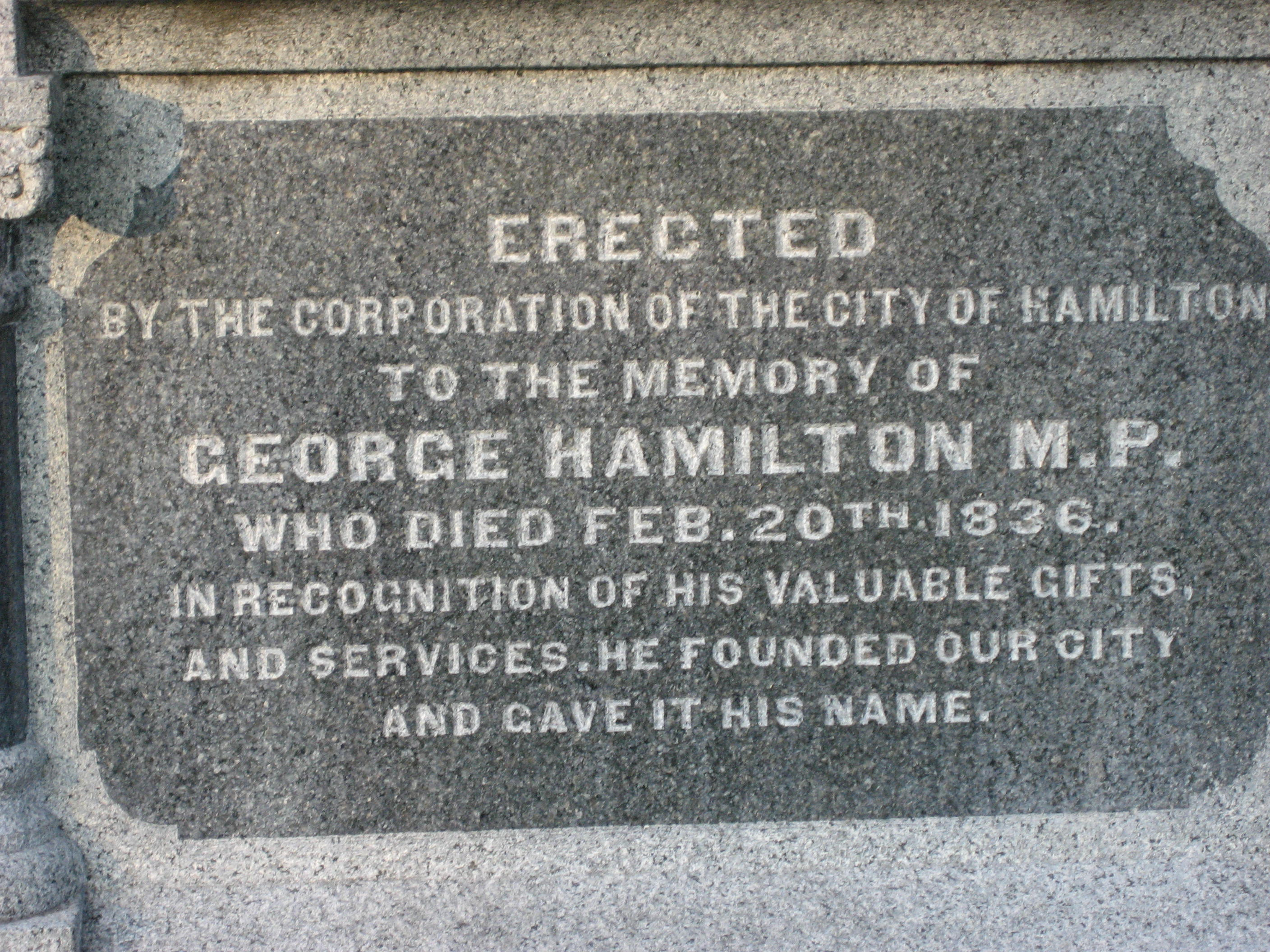
조지 해밀턴의 묘를 확대한 사진

조지 해밀턴(영어: George Hamilton, 1788년 10월 ~ 1836년 2월 20일)은 캐나다의 정치인이다. 온타리오주 해밀턴)을 세웠다.
해밀턴은 1788년 10월 퀸스턴헤이츠(Queenston Heights)에서 태어났다.